# 綠臀隱麗魚
綠臀隱麗魚，為輻鰭魚綱䲁形目麗魚科嬌麗魚屬的其中一種，分布於中美洲巴拿馬Guarumo河流域，體長可達6.4公分，棲息在中底層水域，生活習性不明。

## 擴展閱讀
- 維基物種上的相關：綠臀隱麗魚